# Amazon (companie)
Amazon.com, Inc., făcând afaceri ca Amazon (/ˈæməzɒn/ am-Ə-zon, de asemenea în Regatul Unit /æməzən/ am-Ə-zən), este o companie multinațională americană de tehnologie care se concentrează pe e-commerce, cloud computing, reclame online, streaming digital, și inteligență artificială. Fondată în 1994 de Jeff Bezos în Bellevue, Washington, compania a început inițial ca un loc de piață online pentru cărți, dar s-a extins ca să includă o mulțime de categorii de produse, referită ca The Everything Store (română Magazinul De Toate). Astăzi, Amazon este considerată a fi una dintre companiile Big Five americane de tehnologie alături de Alphabet, Apple, Meta și Microsoft.
Compania are o mulțime de subsidiare inclusiv Amazon Web Services, furnizând cloud computing; Zoox, o divizie de vehicule autonome; Kuiper Systems, un furnizor de Internet prin satelit; și Amazon Lab126, un furnizor de cercetare și dezvoltare pentru hardware de calculator. Alte subsidiare includ Ring, Twitch, IMDb și Whole Foods Market. Achiziția sa a Whole Foods în august 2017 pentru 13,4 miliarde de US$ i-a crescut substanțial cota de piață și amprenta ca comerciant fizic. Amazon, de asemenea, distribuie o varietate de conținut descărcabil și de streaming prin unitățile Amazon Prime Video, MGM+, Amazon Music, Twitch, Audible și Wondery. Ea publică cărți prin brațul său de editură Amazon Publishing, produce și distribuie conținut de film și televiziune prin Amazon MGM Studios, care include studioul Metro-Goldwyn-Mayer care l-a achiziționat în 2022, și deține Brilliance Audio și Audible, care produc și distribuie cărți audio, respectiv. Amazon, de asemenea, produce electronice de consum—cele mai notabile, e-readere Kindle, dispozitive Echo, tablete Fire și Fire TV.
Amazon a căpătat o reputație de perturbator de industrii prin inovație tehnologică și reinvestire agresivă a profiturilor în cheltuieli de capital. Din 2023, este cel mai mare comerciant online și de marketplace, furnizor de difuzoare inteligente, serviciu de cloud computing prin AWS, serviciu de live-streaming prin Twitch, și companie de Internet măsurată după cifră de afaceri și cotă de piață. În 2021, a surclasat Walmart ca cel mai mare comerciant din afara Chinei, condusă în mare parte de planul său de abonament plătit, Amazon Prime, care are peste 200 de milioane de abonați în toată lumea. Este al doilea cel mai mare angajator privat din Statele Unite și a doua cea mai mare companie din lume și în SUA după venituri din 2024 (după Walmart). Din octombrie 2024, Amazon este al 12-lea cel mai vizitat site web din lume, iar 84% din traficul său vine din Statele Unite. Amazon este, de asemenea, liderul mondial în cheltuieli pentru cercetare și dezvoltare, cu cheltuieli de cercetare și dezvoltare de 73 de miliarde $ în 2022. Amazon a fost criticată din diverse motive, inclusiv, dar fără a se limita la pentru practicile de colectare ale datelor clienților, o cultură de lucru toxică, elucidare fiscală, și comportament anticompetitiv.